# Künstlergruppe Chemnitz
Die Künstlergruppe Chemnitz war eine zwischen 1907 und 1933 in Chemnitz tätige Gruppe Bildender Künstler.
Sie veranstaltete regelmäßig Ausstellungen in den Räumen der Kunsthütte Chemnitz.
In einer Rezension der Dezemberausstellung 1913 der Chemnitzer Kunsthütte hieß es zur Chemnitzer Künstlergruppe, „dass diese Vereinigung ideal veranlagter Künstlernaturen in ihrem Suchen und Ringen nach neuen Zielen und Problemen und in ihrer Sehnsucht nach erweiterten Schaffensmöglichkeiten das „Arbeiten am Werk“ sehr ernst auffasst.“

## Mitglieder
- Heinrich Brenner (1883–1960)
- Rose Friedrich (1877–1953)
- Georg Gelbke (1882–1947)
- Alfred Kunze (1886–1943; 1926 als Vorsitzender ausgewiesen[2])
- Bernhard Paul Mehnert (1892–1964)
- Emil Mund (1884–1954)
- Margarethe Pfaff (1863–1946)
- Rudolf Pleissner (1889–1977)
- Gustav Schaffer (1881–1937)
- Martha Schrag (1870–1957)
- Bruno Ziegler (1879–1941)